# Kylie Booth
Kylie Booth (1975) è un'ex sciatrice alpina canadese.

## Biografia
In Nor-Am Cup la Booth ottenne il miglior piazzamento il 31 marzo 1995 a Mission Ridge in slalom gigante (9ª) e prese per l'ultima volta il via il 5 aprile successivo a Whistler in supergigante, senza completare la prova; si ritirò durante la stagione 1995-1996 e la sua ultima gara fu uno slalom speciale universitario disputato il 10 febbraio a Dartmouth. Non debuttò in  Coppa del Mondo né prese parte a rassegne olimpiche o iridate.

## Palmarès

### Campionati canadesi
- 2 medaglie (dati dalla stagione 1994-1995):
  - 2 bronzi (slalom gigante, slalom speciale nel 1995)